# 루이스 마리오 카브레라 몰리나
루이스 마리오 카브레라 몰리나(스페인어: Luis Mario Cabrera Molina, 1956년 7월 9일, 라 리오하 ~)는 아르헨티나의 전직 축구 선수로, 현역 시절 스트라이커로 활약했다.
그는 현역 시절 대부분을 스페인에서 보냈는데, 12시즌 동안 아틀레티코 마드리드를 비롯해 3개 구단에서 활약했다.

## 클럽 경력
카브레라는 라 리오하 출신이다. 그는 1975년에 자국의 우라칸에서 현역 첫 걸을을 떼었고, 1978년에 스페인 무대로 건너가 세군다 디비시온의 카스테욘에 입단했다.
1980-81 시즌, 카브레라는 아틀레티코 마드리드로 이적했지만, 멕시코의 우고 산체스에 밀려 고전을 면치 못했다. 결국 둘은 상호 보완하여 1984-85 시즌에 라 리가에서 33골을 합작하였는데, 수도 연고 구단은 그 시즌 코파 델 레이 우승을 거두었다. 산체스의 레알 마드리드 이적에 따라, 그는 더 많은 기회를 얻었고, 1986년 컵위너스컵 결승전 진출에 일조했지만, 디나모 키이우에 0-3으로 패하면서 준우승에 만족해야 했다.
현역 은퇴를 앞두고, 카브레라는 카디스를 거쳐 카스테욘으로 복귀했고,(복귀 1년차에 소속 구단을 1부 리그로 복귀시켰다) 34세에 스페인 1부 리그 209경기 출전 63골의 기록을 남기고 현역에서 은퇴했다.

## 수상
아틀레티코 마드리드
- 코파 델 레이: 1984-85
- 수페르코파 데 에스파냐: 1985
- 컵위너스컵 준우승: 1985-86

카스테욘
- 세군다 디비시온: 1988-89